# Prionoptera socorrensis
Prionoptera socorrensis là một loài bướm đêm trong họ Noctuidae.